# Scania OmniLine
Scania OmniLine — междугородний автобус большой вместимости производства Scania AB. Частично имеет сходство с городским автобусом большой вместимости Scania OmniLink. Производился с 2000 по 2009 год, после чего был вытеснен с конвейера Scania OmniExpress.

## История
Первый прототип появился в 2000 году в Дании под названием Scania IL94IB (IL94IB4X2NB230, IL94IB4X2NB300). Длина составляла от 12 000 до 13 500 м, высота составляла не более 960 мм. В 2003 году производство OmniLine было передано в Эстонию.
В октябре 2005 года экологический класс изменился на Евро-4. Передняя часть была подтянута, прямоугольные фары уступили место двойным круглым, кроме того, были и другие нововведения. Однако смена модели произошла в 2006 году. Из-за смены шасси модель поменяла название на Scania IK IB. В зависимости от мощности, модели получили индексы IK 270 IB (IK 270 IB4x2NB), IK 310 IB (IK 310 IB4x2NB) и IK 340 IB (IK 340 IB4x2NB). В 2008 году был добавлен индекс K 280 IB (IK 280 IB4x2NB). Длина составляла 10 800, 12 000 и 12 700 мм, высота составляла от 860 до 970 мм.
Производство Scania OmniLine в Эстонии было завершено в 2007 году, тогда как в Польше производство началось в 2008 году. Позднее производство было перенесено на завод Скания-Питер в России. Из-за низких объёмов продаж производство автобусов Scania OmniLine было остановлено в 2009 году, на смену пришёл автобус Scania OmniExpress.